# 宾利添越
宾利添越（英語：Bentley Bentayga）是英國汽車廠商賓利的一款前置發動機，全輪驅動的五門豪華休旅车，2016年開始銷售。
添越車體在大眾Zwickau-Mosel工廠製造，車身在英國克魯組裝，前身为2012年宾利EXP 9 F概念車，在2015年9月的法蘭克福車展上首次亮相，是賓利的首款SUV車型。它也是第一種採用W12引擎的SUV车型。

## 外部連結
- 官方网站（页面存档备份，存于）
- Specifications（页面存档备份，存于）
- Bentley Bentayga - Full Review, May 2016 （页面存档备份，存于）
- Early test（页面存档备份，存于） by Car and Driver, November 2015